# Umberto Zamboni di Salerano
Umberto Zamboni di Salerano (* Juli 1935 in Turin; ) ist ein italienischer Diplomat im Ruhestand.

## Studium
Er schloss ein Studium der Rechtswissenschaft ab und trat 1967 in den auswärtigen Dienst.

## Leben
Im Mai 1965 wurde er der italienischen Botschaft in Tokio zugeteilt. Im Februar 1968 wurde Zamboni di Salerano Konsul in Marseille. Von Februar 1970 bis September 1973 wurde er am diplomatischen Institut fortgebildet. Im September 1973 wurde er der italienischen Botschaft in Wien zugeteilt. Im Januar 1978 wurde er Botschaftsrat. Vom Juli 1978 bis November 1981 war Zamboni di Salerano Botschaftsrat in Caracas und von November 1981 bis November 1986 wurde er in der Protokollabteilung beschäftigt. Im November 1986 wurde er zum bevollmächtigten Gesandten zweiter Klasse ernannt.
Vom 18. August 1988 bis zum 31. März 1992 war er Botschafter in San Marino. Vom 14. März 1992 bis zum 28. Juni 1997 war er Botschafter Guatemala-Stadt.
Ab 1999 war er stellvertretender Leiter der italienischen Mission beim Büro der Vereinten Nationen in Genf. Am 1. August 2002 wurde er in den Ruhestand versetzt.